# Natação nos Jogos Pan-Americanos de 1999 - 100 m peito feminino
O evento dos 100 m peito feminino nos Jogos Pan-Americanos de 1999 foi realizado em Winnipeg, Canadá, em 5 de agosto de 1999. A última campeã dos Jogos Pan-Americanos foi Lisa Flood, do Canadá.
Essa corrida consistiu em duas voltas em nado peito em piscina olímpica.

## Resultados
Todos os tempos estão em minutos e segundos.
| CHAVE: | q | Mais rápidos não-classificados | Q | Classificados | GR | Recorde dos jogos | NR | Recorde nacional | PB | Melhor marca pessoal | SB | Melhor marca na temporada |

### Eliminatórias
A primeira fase foi realizada em 5 de agosto.
| Posição | Nome             | Nação              | Tempo   | Notas |
| ------- | ---------------- | ------------------ | ------- | ----- |
| 1       | Staciana Stitts  | USA Estados Unidos | 1:10.70 | Q     |
| 2       | Kristen Woodring | USA Estados Unidos | 1:11.71 | Q     |
| 3       | -                | -                  | -       | Q     |
| 4       | -                | -                  | -       | Q     |
| 5       | -                | -                  | -       | Q     |
| 6       | -                | -                  | -       | Q     |
| 7       | -                | -                  | -       | Q     |
| 8       | -                | -                  | -       | Q     |

### Final B
A final B foi realizada em 5 de agosto.
| Posição | Nome          | Nação                 | Tempo   | Notas |
| ------- | ------------- | --------------------- | ------- | ----- |
| 9       | Tara Sloan    | CAN Canadá            | 1:13.25 |       |
| 10      | Cerian Gibbes | TRI Trinidad e Tobago | 1:14.44 |       |
| 11      | Maria Ortiz   | COL Colômbia          | 1:15.25 |       |
| 12      | Valeria Silva | PER Peru              | 1:15.95 |       |
| 13      | Kenia Puertas | VEN Venezuela         | 1:18.37 |       |
| 14      | Simne Kirton  | BAR Barbados          | 1:22.45 |       |
| 15      | Sherri Henry  | LCA Santa Lúcia       | 1:22.69 |       |
| 16      | R.Encina      | PAR Paraguai          | 1:23.08 |       |

### Final A
A final A foi realizada em 5 de agosto.
| Posição           | Nome              | Nação              | Tempo   | Notas |
| ----------------- | ----------------- | ------------------ | ------- | ----- |
| Medalha de ouro   | Staciana Stitts   | USA Estados Unidos | 1:09.16 | GR    |
| Medalha de prata  | Kristen Woodring  | USA Estados Unidos | 1:09.65 |       |
| Medalha de bronze | Lauren van Oosten | CAN Canadá         | 1:10.06 |       |
| 4                 | Mikeila Leyva     | CUB Cuba           | 1:12.48 |       |
| 5                 | Imaday Núñez      | CUB Cuba           | 1:12.82 |       |
| 6                 | Patrícia Comini   | BRA Brasil         | 1:13.10 |       |
| 7                 | Isabel Ceballos   | COL Colômbia       | 1:13.29 |       |
| 8                 | Adriana Marmolejo | MEX México         | 1:13.87 |       |